# Carmen Lomellin
Carmen L. Lomellin (East Chicago, 1950) es una diplomática estadounidense, que se desempeñó como embajadora ante la Organización de los Estados Americanos entre 2009 y 2016.

## Biografía
Tiene una licenciatura en administración de empresas de Calumet College of St. Joseph y una maestría en administración de empresas en negocios internacionales de la Universidad DePaul. Ha pasado una gran parte de su carrera profesional trabajando en temas relacionados con las mujeres, en particular en la comunidad hispana de los Estados Unidos.
Trabajó para el alcalde de Chicago Richard M. Daley como directora del Consejo de Industria Privada y también implementó y administró un programa de reducción de grafiti. Trabajó para el Fondo de Defensa Legal y Educación de México, donde fue directora de desarrollo de liderazgo, y para Chicago United, un think tank cívico, como directora de desarrollo económico. También trabajó para el sector privado en ventas y marketing.
Durante la presidencia de Bill Clinton, ocupó los cargos de enlace de la Casa Blanca para la Oficina de Administración de Personal de los Estados Unidos y directora de la Oficina de Asuntos Internacionales de esa agencia. Fue asesora de asuntos hispanos en la Oficina de Iniciativas y Difusión de Mujeres de la Casa Blanca, así como gerente de búsqueda en la Oficina de Personal Presidencial de la Casa Blanca durante la transición presidencial de 1996, donde trabajó en nombramientos de sub-gabinetes en el área de comercio internacional.
Fue nombrada en mayo de 1998 secretaria general de la Comisión Interamericana de Mujeres (CIM) de la Organización de los Estados Americanos (OEA) por el secretario general César Gaviria. Se desempeñó como secretaria ejecutiva de la CIM hasta marzo de 2009. Posteriormente se desempeñó como directora de divulgación dentro del Departamento de Asuntos Internacionales de la OEA.
Entre noviembre de 2009 y julio de 2016, fue embajadora de Estados Unidos ante la OEA, tras ser nominada por el presidente Barack Obama y confirmada por el Senado de los Estados Unidos. También fue coordinadora de las Cumbres de las Américas a nivel presidencial. Durante su cargo como embajadora en la OEA, se encargó de duplicar el financiamiento estadounidense a la Comisión Interamericana de Derechos Humanos.